# تی-۱۰۰۰
تی-۱۰۰۰ (به انگلیسی: T-1000) نام یکی از شخصیت‌های سری نابودگر است که توسط جیمز کامرون ساخته شده‌ است. اولین حضور این شخصیت در فیلم نابودگر ۲: روز داوری به عنوان یک شخصیت منفی با بازی رابرت پاتریک بود. وی همچنین در فیلم نابودگر جنسیس به عنوان یک شخصیت منفی فرعی توسط لی بیونگ هان ایفا شده‌است. در سریال نابودگر: ماجراهای سارا کانر نیز شخصیتی با نام تی-۱۰۰۱ برگرفته از این شخصیت حضور دارد.
تی-۱۰۰۰ یک نابودگر جیوه ای است که مأموریت آن توسط اسکای‌نت برای او ارسال می‌شود. او قابلیت تغییر شکل دارد و می‌تواند خود را به شکل افراد در بی آورد و هر چقدر هم که بر اثر شلیک گلوله قرار بگیرد خود را به شکل اولیه درمی‌آورد.

## حضور در فیلم‌ها

### نابودگر ۲: روز داوری ۱۹۹۱

در این فیلم تی-۱۰۰۰ (پاتریک) توسط اسکای نت به موقع ارسال می‌شود تا جان کانر جوان (ادوارد فرلانگ)، رهبر آینده مقاومت بشر در برابر اسکای نت را بکشد. او به محض ورود یک افسر پلیس پلیس لس آنجلس را به کمین می‌اندازد و هویت وی را به دست می‌گیرد، جان کانر را از طریق رایانه رومیزی پلیس راه ردیابی می‌کند و سرانجام با او در یک مرکز خرید روبرو می‌شود. در حال آماده شدن برای کشتن جان، یک نابودگر تی-۸۰۰ (آرنولد شوارتزنگر) که توسط مقاومت برای محافظت از جانب ارسال شده‌است تا درگیر آن شود. به دنبال یک درگیری کوتاه و تعقیب طولانی ماشین، تی-۸۰۰ و جان از تی-۱۰۰۰ فرار می‌کنند. تی-۱۰۰۰ موفق به قتل پدر و مادر خوانده جان می‌شود. او سر انجام بر اثر شلیک سارا به عقب می‌افتد و به یک قوطی از فولاد مذاب فرومی‌رود و نابود می‌شود.

### نابودگر: جنسیس ۲۰۱۵

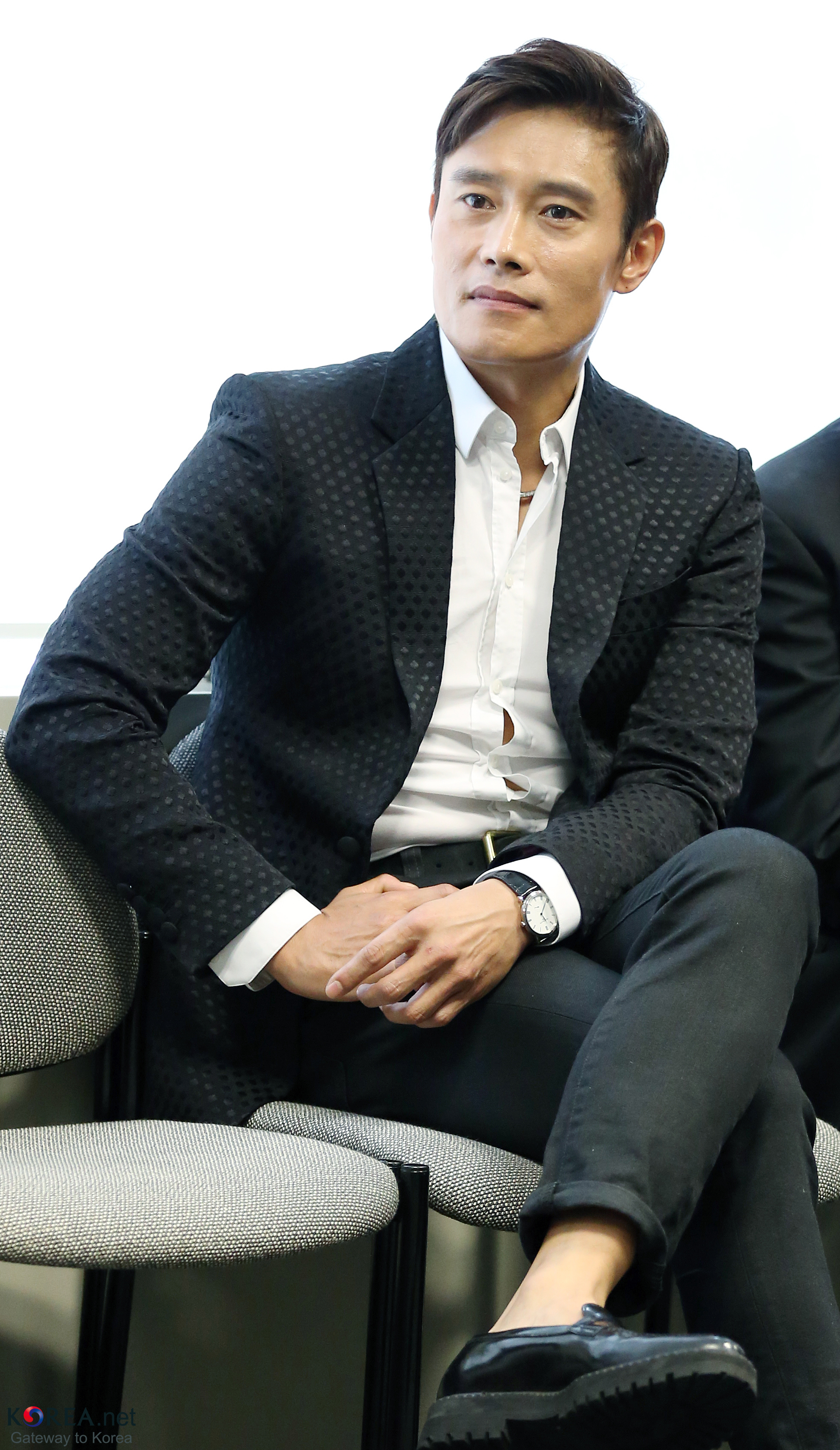
لی بیونگ هان بازیگر تی-۱۰۰۰ در نابودگر: جنسیس

بازیگر کره جنوبی لی بیونگ هان یک تی-۱۰۰۰ را در این فیلم به تصویر می‌کشد. در قالب یک افسر پلیس LAPD در آمریکایی‌های آسیایی، تی-۱۰۰۰ کایل ریس (جای کورتنی) را پس از ورود کایل از سال ۲۰۲۹ رهگیری می‌کند. از آنجا که کایل هیچ تجربه ای برای مبارزه با تی-۱۰۰۰ ندارد، قادر به شکست آن نیست. تی-۱۰۰۰ ریس را به یک فروشگاه پوشاک مجاور تعقیب می‌کند. با ورود سارا کانر (امیلیا کلارک) و نابودگر (شوارتزنگر) در یک کامیون زره پوش قطع می‌شود. در نهایت سارا تی-۱۰۰۰ را به درون دوش اسید هیدروکلریک جذب می‌کند، ساختار مولکولی آن را به شدت بی‌ثبات می‌کند و آن را تضعیف می‌کند. با وجود این، تی-۱۰۰۰ سعی می‌کند سارا را بکشد، اما نابودگر آن را می‌گیرد و آن را در زیر دوش اسید نگه می‌دارد تا اینکه به‌طور کامل تجزیه شود، و آن را از بین می‌برد.

## حضور در سریال

### نابودگر: ماجراهای سارا کانر

یک نابودگر تی-۱۰۰۱ (هرچند که گاهی اوقات توسط نقد کنندگان به عنوان تی-۱۰۰۰ اشتباه می‌گیرند)، دومین نمونه اولیه فلز مایع، در مجموعه تلویزیونی سال ۲۰۰۸ معرفی شده‌است، که در آغاز فصل دوم حضور پیدا می‌کند.

## جاذبه‌ها

### تی ۲ سه بعدی: نبرد در میان زمان
پاتریک نقش خود را به عنوان تی-۱۰۰۰ در تی ۲ سه بعدی: نبرد در میان زمان، یک فیلم سینمایی پارک موضوعی Universal Studios تکرار کرد. در این فیلم کوتاه، نابودگر (شوارتزنگر) جان کانر (فرلانگ) را به سال ۲۰۲۹ می‌برد تا او را در نابودی اسکای نت یک بار و برای همیشه یاری دهد. در راه آنها، تی-۱۰۰۰ در حالی که جان و نابودگر در یک موتور سیکلت هستند آنان را تعقیب می‌کند.

## دستاوردها
- توصیف شده توسط آل مووی به عنوان «یکی از به یاد ماندنی‌ترین نقش‌ها در یکی از به یاد ماندنی‌ترین فیلم‌های دهه»[۳]
- پاتریک برای این نقش نامزد دریافت جایزه بهترین شرور و بهترین بازیگر نقش اول مرد در جوایز MTV و ساترن ۱۹۹۲ شد.[۴]
- تی-۱۰۰۰ در فهرست ۲۰۰۲ «فهرست ۱۰۰ شرور برتر همه زمان ها» در فهرست انجمن منتقدین فیلم آنلاین قرار گرفت.[۵]
- و #۱۹ در بازپس‌گیری امپراتوری ۲۰۱۸ از بهترین شرورهای سینمایی.[۶]